# كلايتون غلاسغو
كلايتون غلاسغو (بالإنجليزية: Clayton Glasgow)‏ هو منافس ألعاب قوى غياني، ولد في 10 مارس 1937 في جورج تاون في غيانا.

## وصلات خارجية
- كلايتون غلاسغو على موقع أوليمبيديا (الإنجليزية)